# Stephen Dunham
Stephen Dunham Bowers (ur. 14 września 1964 w Bostonie, zm. 14 września 2012 w Burbank) – amerykański aktor telewizyjny i filmowy, kaskader.

## Życiorys

### Wczesne lata
Urodził się w Bostonie w Massachusetts jako drugie z trojga dzieci agentki nieruchomości i konsultanta biznesowego. Dorastał z bratem i siostrą w Manchester w New Hampshire. Będąc jeszcze w liceum, wystąpił w głównej roli w przedstawieniu Woody’ego Allena Nie wkładaj palca między drzwi (Don’t Drink the Water). Następnie uczęszczał do Tisch School of the Arts Uniwersytetu Nowojorskiego, gdzie uzyskał tytuł licencjata sztuk teatralnych. Wśród uniwersyteckich gości byli m.in.: Christopher Walken, Robert De Niro i Ellen Burstyn. Latem występował w komedii improwizacyjnej z Boston On On Spot Players.

### Kariera
Po ukończeniu studiów wyjechał do Los Angeles i wkrótce wziął udział w różnych reklamach telewizyjnych i spotach. Pomiędzy rolami utrzymywał się jako barman, kierowca ciężarówki, agent wynajmu samochodów i asystent produkcji dla reklamodawców.
Po występie w komedii romantycznej Nothing Sacred (1997) jako Mat z udziałem Weirda Ala Yankovica, znalazł szerszą publiczność, gdy pojawił się jako amerykański rewolwerowiec Henderson w hicie Universal Mumia (The Mummy, 1999). Został obsadzony jako agresywny agent tajnej służby Edward Pillows w sitcomie NBC DAG (2000–2001) u boku Davida Alana Griera. Był kaskaderem na planie filmu Edwarda Zwicka Ostatni samuraj (The Last Samurai, 2003). Spędził także sezon w serialu Siostrzyczki (What I Like About You, 2005) jako szef Jennie Garth.

## Życie prywatne
W 2005 poślubił Alexondrę Lee. Wspierał Make-a-Wish Foundation i ekologiczną organizację non-profit Heal the Bay.
14 września 2012 w Burbank doznał ataku serca, trafił do szpitala Providence Saint Joseph Medical Center i zmarł w dniu 48. swoich urodzin. Końcowe napisy Paranormal Activity 4 zawierają dedykację dla Dunhama.

## Filmografia

### Filmy
- 1995: Piramida sensacji bez przerwy (Nonstop Pyramid Action, film krótkometrażowy) jako Nick
- 1999: Mumia (The Mummy) jako Pan Henderson
- 2000: Traffic jako lobbysta
- 2002: Złap mnie, jeśli potrafisz (Catch Me If You Can) jako pilot 2
- 2003: Dwóch gniewnych ludzi (Anger Management) jako Maitre d’
- 2005: Sposób na teściową (Monster-in-Law) jako dr Paul Chamberlain
- 2008: Dorwać Smarta (Get Smart) jako dowódca Secret Service
- 2012: Savages: Ponad bezprawiem (Savages) jako Six
- 2012: Paranormal Activity 4 jako Doug Nelson

### Seriale TV
- 2002: Kronika nie z tej ziemi (The Chronicle) jako Louis Phillips
- 2003: Ja się zastrzelę (Just Shoot Me!) jako Andrew Ekolog
- 2003: Siostrzyczki (What I Like About You) jako Peter
- 2005: Specjalistki (Hot Properties) jako dr Charlie Thorpe
- 2008–2010: True Jackson (True Jackson, VP) jako Chad Brackett
- 2011: Rozpalić Cleveland (Hot in Cleveland) jako Abner